# Mali Borak
Mali Borak (em cirílico: Мали Борак) é uma vila da Sérvia localizada no município de Lajkovac, pertencente ao distrito de Kolubara. A sua população era de 89 habitantes segundo o censo de 2011.

## Demografia
| 1948  | 1953  | 1961  | 1971 | 1981 | 1991 | 2002 | 2011 |
| ----- | ----- | ----- | ---- | ---- | ---- | ---- | ---- |
| 1 051 | 1 056 | 1 064 | 966  | 784  | 516  | 489  | 89   |